# Cyclothone obscura
Espèce
Cyclothone obscura est une espèce de poisson appartenant à la famille des Gonostomatidae.